# Regimiento n.º 17 de Lanceros
El Regimiento n.º 17 de Lanceros fue una unidad de caballería del Ejército Británico, famoso por su participación en la Carga de la Brigada ligera durante la guerra de Crimea. Fue finalmente absorbido en los Lanceros de la Reina, al igual que los regimientos 5°, 16° y 21° de lanceros.

## Historia
En 1759 el coronel John Hale del Regimiento n.º 47 de Infantería recibió del general James Wolfe la orden de transportar los despachos informando su victoria en la Batalla de las Llanuras de Abraham, también conocida como Batalla de Quebec. Hale fue recompensado con tierras en Canadá y la autorización para levantar un regimiento de dragones, el cual fue conocido como Regimiento n.º 18 de Dragones Ligeros, Caballería Ligera de Hale. El lema adoptado, "Death or Glory", hizo que también se los conociera como Death or Glory Boys.
En 1761 el regimiento fue renumerado con el 17 y destinado a Alemania hasta 1764, año en que pasó a Irlanda, donde permaneció muchos años. En 1766 fue renumerado con el 3. hasta 1769 en que recuperó definitivamente el numeral 17.
En 1775 fue enviado a América del Norte, arribando a Boston, epicentro de los rebeldes en la guerra de Independencia de los Estados Unidos. Luchó en la batalla de Bunker Hill siendo luego destinado a Halifax. En 1776 sirvió en la campaña de Long Island y en 1780-1781 fue destinado a la campaña de la Legión Tarleton en las colonias del sur, participando en numerosas acciones menores. Tras la finalización formal del conflicto en 1783 un oficial del cuerpo, el capitán Stapleton, tuvo la distinción de ser saludado por George Washington durante la declaración del cese de hostilidades. 
De regreso en Gran Bretaña, permaneció en ese territorio hasta 1795 en que ante el estallido de las guerras revolucionarias francesas fue destinado a las Indias Occidentales para actuar como infantería de marina dividido en destacamentos que se distribuyeron entre las islas. Por sus características operativas recibieron el apodo de Marines a caballo ("Horse Marines"). 
A fines de 1806 el 17° comandado por el teniente coronel Evan Lloyd se sumó a las fuerzas que al mando de Sir Samuel Auchmuty partían a reforzar el fuerte ejército de John Whitelocke para la segunda invasión inglesa al Río de la Plata. Tras reemplazar en Río de Janeiro sus lanzas y carabinas por mosquetes, marchó con el ejército al Río de la Plata. Una vez vencidos los defensores de Montevideo en el Combate del Cordón y capturada esa ciudad, las fuerzas de Whitelocke desembarcaron en la margen opuesta del río y avanzaron sobre la ciudad de Buenos Aires. Lloyd, al mando del 17°, con pocos caballos, recibió órdenes de sumar parte de sus fuerzas a au mando directo a la división de Thomas Mahon mientras el resto al mando del capitán Bacon se agregaba a la división centro.
Después de un éxito inicial en el Combate de Miserere el 5 de julio de 1807 lanzaron un ataque en numerosas columnas sobre la ciudad de Buenos Aires, que resistió defendida por escasas fuerzas veteranas y numerosas milicias urbanas, causando fuertes bajas a los británicos hasta forzarlos a capitular.
Tras regresar a Gran Bretaña en 1808, el 17° fue rápidamente enviado a la India. En 1817 tomó parte en la tercera guerra Mahratta. Durante su estancia, el 17° sufrió fuertes bajas principalmente por enfermedades. En 1822 fue redenominado como regimiento de Lanceros, convirtiéndose en el Regimiento n.º 17 de Dragones Ligeros (Lanceros), de lo que tuvieron noticia recién el siguiente año al volver a su patria. 
El cambio de la carabina por la lanza se debía a la impresión favorable que los lanceros polacos habían dejado en Federico Augusto de Hannover, Duque de York y Comandante en Jefe del ejército británico, durante su participación en la batalla de Waterloo. Incluso influyó en el nuevo uniforme del regimiento, especialmente en la adopción del Chascás (czapka). En 1826 Lord George Charles Bingham adquirió la comandancia del regimiento, reemplazando a Stanhope. Era tan riguroso en el aspecto impecable que debían tener sus soldados que el regimiento fue conocido como los Dandies de Bingham.
Los sucesivos comandantes fueron Henry Pratt (1837-1839), M.C.D.St.Quintin (1839-1851) y John Lawrenson (1851-1856).
El 17 permaneció estacionado en el Reino Unido hasta la Guerra de Crimea en 1854, cuando fue agregado a la expedición conjunta anglo-francesa enviada para asistir al Imperio otomano en su lucha contra el Imperio Ruso. 
El 17° formaba parte de la Caballería ligera, bajo el mando del mayor general Lord Cardigan, quien desembarcó sus fuerzas en Bahía Calamidad. El 17° tomó parte en una escaramuza en el río Bulganek, tras lo que participó en la Batalla del río Alma el 20 de septiembre.

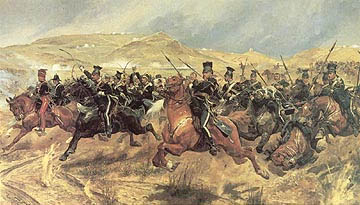
Carga de la Brigada Ligera.

Durante el Sitio de Sebastopol (1854-1855) el 17° luchó en la Batalla de Balaclava del 25 de octubre. En el curso de la misma, tomó parte de la carga de caballería que fue conocida como la Carga de la Brigada ligera, y que pasó a la historia tanto por lo absurdo de la acción y la incapacidad de los mandos británicos como por el valor demostrado por las tropas, el que fue celebrado por el poeta Alfred Tennyson.
El 17.º, al mando del capitán William Morris, avanzó bajo el fuego de la artillería rusa hasta alcanzar a la caballería rusa a la que atacó e hizo retroceder. No obstante la brigada no pudo consolidar su posición y tuvo que retirarse a sus posiciones iniciales bajo el fuego de la artillería e infantería enemiga.
Las pérdidas del 17° fueron enormes. De los 147 hombres que participaron en la acción, sólo 38 estaban presentes en la llamada del día siguiente. La Brigada Ligera en conjunto sufrió 118 muertos y 127 heridos, de un total de 673 hombres, y perdió 362 caballos.
Los sobrevivientes del 17° tomaron parte en la batalla de Inkerman del 5 de noviembre, aunque tuvieron un papel menor. Al finalizar la guerra en 1856 regresaron a Gran Bretaña y tres de sus miembros recibieron la Cruz Victoria.
Ese año asumió el mando el teniente coronel H.R.Benson, quien lo mantuvo hasta 1862.
En diciembre de 1857 el 17° arribó a la India para luchar contra la Rebelión de la India de 1857 pero para la fecha en que comenzó las operaciones, ya en 1858, la revuelta había sido sofocada. El 17° tomó parte de la búsqueda del líder Tantia Topi. Durante esa campaña, el 17° obtuvo su cuarta Cruz de la Victoria obtenida por el teniente Henry Evelyn Wood por su valor al conducir una carga de caballería en Sinwaho contra un gran número de enemigos. Tras la captura y ejecución de Tantia Topi la campaña finalizó en junio de 1858, pero el 17° permaneció en el territorio hasta 1863. 
En 1861 su denominación había sido cambiada nuevamente a la de Regimiento n.º 17 de Lanceros. En 1876 al convertirse el Príncipe Jorge, Duque de Cambridge en su nuevo coronel en jefe, el nombre fue alterado al de 17 de Lanceros del Duque de Cambridge.
En 1862 asumió el mando el teniente coronel Robert White, quien lo mantuvo hasta 1866, cuando fue reemplazado por Drury Curzon Drury-Lowe.
Durante la guerra anglo-zulú el 17° fue enviado a la Colonia de Natal y el 4 de julio de 1879 luchó en la Batalla de Ulundi bajo el mando de Drury-Lowe. En la acción la infantería británica formó en cuadro manteniendo dentro al 17° durante el ataque de los zulúes que los rodeaban. Al flaquear el ataque, el 17° irrumpió del cuadro y venció a los atacantes que se dispersaron con graves pérdidas. La batalla fue tan decisiva que nunca los zulúes volverían a enfrentar en batalla campal a los británicos. El 17° regresó a la India ese mismo año, permaneciendo allí hasta 1890 cuando regresó a Inglaterra. En ese período estuvieron al mando del regimiento Thomas Gonne (1879-1881), Samuel Boulderson (1881-1886), S.M.Benson (1886-1892), E.A.Belford.

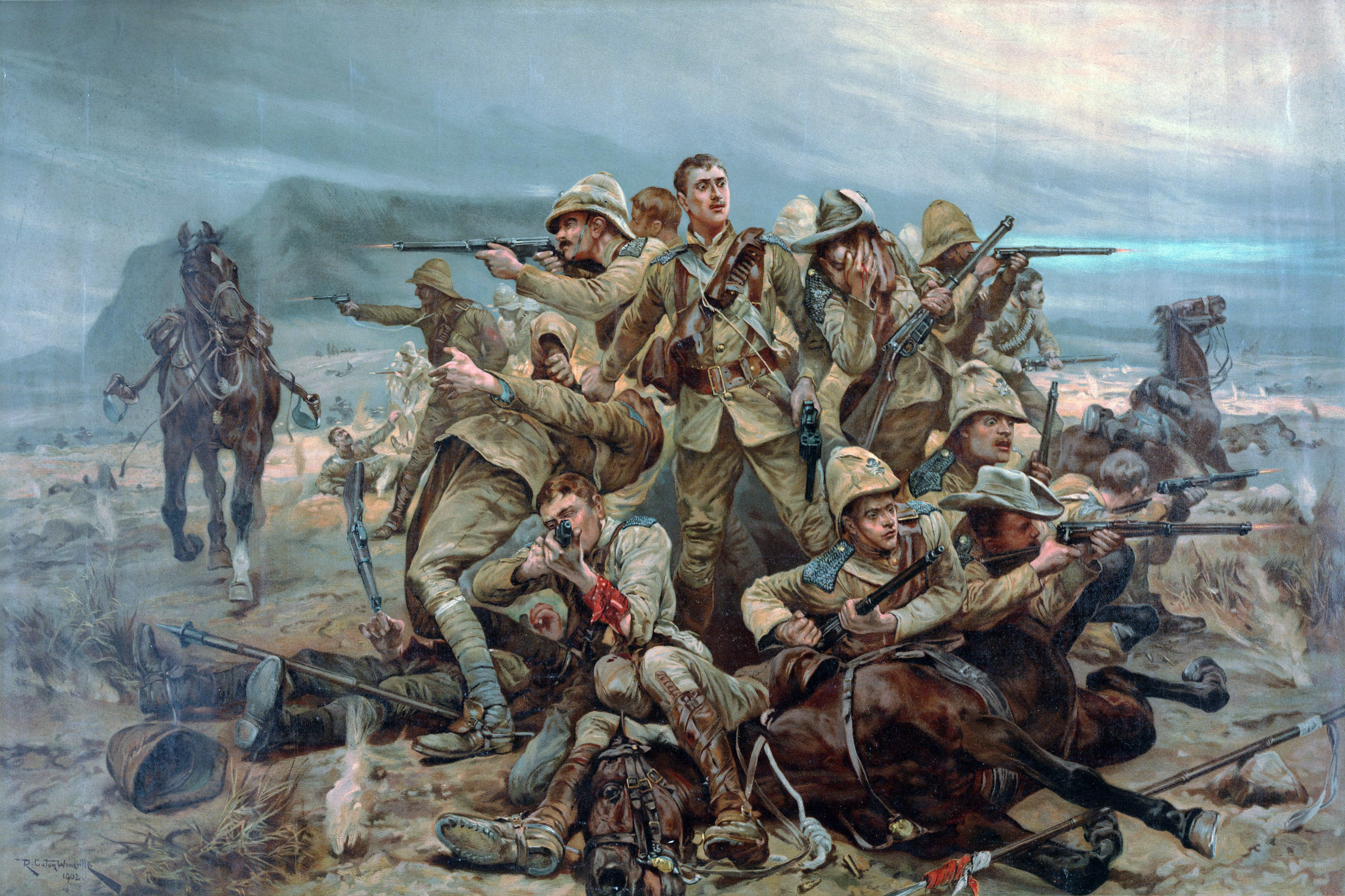
El 17° en Modderfontein.

En 1900 el 17° regresó a Sudáfrica para luchar en la segunda guerra bóer. Sin llegar a participar de las grandes batallas de la campaña, lucharon en numerosas acciones menores. Ese mismo año el sargento Brian Lawrence obtuvo la quita y última Cruz Victoria por su valor en Essenbosch Farm. 
En 1901 se hizo cargo del mando Sir Douglas Haig. La participación más significativa del regimiento fue en la Batalla de Elands River (Modderfontein) el 17 de septiembre de 1901 donde el escuadrón C del 17° fue atacado por fuertas superiores Bóeres bajo el mando de Jan Smuts, quienes pudieron rodearlos al ser confundidos con tropas británicas. Tras negarse a la intimación de rendición el escuadrón tuvo 35 muertos y numerosos heridos.
El 17° retornó a su patria en 1902 al finalizar el conflicto. En 1905 fue enviado a la India, donde permanecieron estacionados hasta el estallido de la Primera Guerra Mundial en 1914.
Durante la Gran Guerra el 17° integró la Brigada de Caballería Sialkot en la 1° División India de Caballería, y arribo a Francia en noviembre de 1914. En la guerra de posiciones del Frente Occidental, el regimiento fue utilizado como infantería en las trincheras.

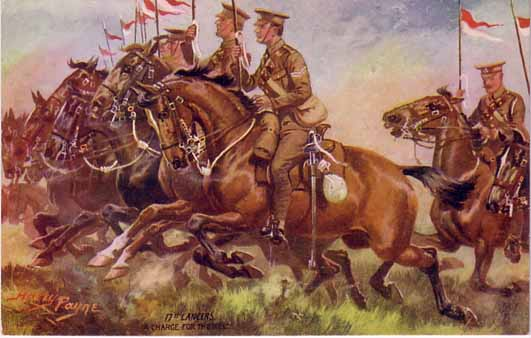
Avance del 17° de Lanceros.

Finalmente actuó como caballería en la batalla de Cambrai (1917), la misma en la que por primera vez se hizo uso importante de tanques, coexistiendo pasado y futuro de la caballería. En 1918 el 17° fue transferido a la 7° Brigada de Caballería, adscripta a la 3° División de Caballería del Reino Unido. 
Ese año tuvieron una nueva ocasión de operar como regimiento de caballería en la Ofensiva de Primavera en Alemania, cuando ante el desorden en las filas aliadas el 17 fue movilizado como infantería móvil para cubrir los puntos del frente que quedaran descubiertos o vulnerables. Actuó finalmente en el contraataque británico, incluyendo la Batalla de Amiens.
Al finalizar la guerra en noviembre de 1918, fueron enviados a Colonia (Alemania) como parte del ejército de ocupación. En 1920 fueron destinados a Irlanda tomando parte en la guerra de Independencia irlandesa. 
En 1922 el 17 fue unido al 21° de Lanceros para formar el 17th/21st Lancers, el cual fue a su vez unidoal 16th/5th Queen's Royal Lancers en 1993 para formar el cuerpo de Lanceros de la Reina (Queen's Royal Lancers).
Los honores de batalla obtenidos por el regimiento a lo largo de su historia fueron: Alma, Balaklava, Inkerman, Sebastopol, Campaña de India Central, Sudáfrica 1879, Sudáfrica 1900–1902, Primera Guerra Mundial: Festubert, Somme 1916, Somme 1918, Morval, Cambrai 1917, Cambrai 1918, St. Quentin, Avre, Lys, Hazebrouck, Amiens, Línea Hindenburg, Canal St. Quentin, Beaurevoir, Persecución de Mons, Francia y Flandes 1914–18.
Las marchas del regimiento son The White Lancers, de Richardson (marcha rápida), y Occasional Overture, de Handel (marcha lenta). La fecha que celebra es la de Balaklava, el 25 de octubre.